# خیلی هم ممنون
خیلی هم ممنون فیلمی به کارگردانی و نویسندگی منوچهر نوذری محصول سال ۱۳۵۱ است.

## داستان
نعمت (نعمت‌الله آغاسی) خوانندهٔ کوچه و بازار به نازی (طاووس) علاقه‌مند می‌شود و هزینهٔ مداوای مادر بیمار او را تأمین می‌کند...

## بازیگران
- نعمت‌الله آغاسی
- سیمین غفاری
- طاووس
- محسن مهدوی
- جهانگیر فروهر
- حسین امیرفضلی
- صمد صباحی
- عشقی
- جلال رسولی
- کریم رسولی
- ذبیح‌الله ذبیح‌پور